# Liste des routes d'État en Oregon
Les routes d'État en Oregon sont entretenues par le Oregon Department of Transportation (ODOT).

## Liste des routes d'État
| Numéro | Longueur (mi) | Longueur (km) | Terminus sud / ouest                                                           | Terminus nord / est                                                                | Créée | Notes        |
| ------ | ------------- | ------------- | ------------------------------------------------------------------------------ | ---------------------------------------------------------------------------------- | ----- | ------------ |
| OR 3   | 43,13         | 69,41         | OR 82 à Enterprise                                                             | SR 129 à la frontière de l'État de Washington                                      | 1932  |              |
| OR 6   | 51,25         | 82,48         | US 101 / OR 131 à Tillamook                                                    | US 26 près de North Plains                                                         | 1932  |              |
| OR 7   | 52,78         | 84,94         | US 26 près d'Austin                                                            | I-84 à Baker                                                                       | 1932  |              |
| OR 8   | 19,20         | 30,90         | OR 6 près de Gales Creek                                                       | US 26 près de Beaverton                                                            | 1936  |              |
| OR 10  | 18,55         | 29,85         | OR 219 près de Hillsboro                                                       | US 26 à Portland                                                                   | 1932  |              |
| OR 11  | 34,06         | 54,81         | I-84 près de Pendleton                                                         | SR 125 à la frontière de l'État de Washington près de Milton-Freewater             | 1932  |              |
| OR 18  | 52,78         | 84,94         | US 101 près d'Otis Junction                                                    | OR 99W près de Dayton                                                              | 1932  |              |
| OR 19  | 120,57        | 194,04        | US 26 près de Dayville                                                         | I-84 / US 30 à Arlington                                                           | 1932  |              |
| OR 22  | 139,01        | 223,71        | US 101 à Hebo                                                                  | US 20 près de Suttle Lake                                                          | 1932  |              |
| OR 27  | 44,79         | 72,08         | US 20 près de Brothers                                                         | US 26 à Prineville                                                                 | 1932  |              |
| OR 31  | 120,57        | 194,04        | US 395 à Valley Falls                                                          | US 97 près de La Pine                                                              | 1932  |              |
| OR 34  | 81,40         | 131,00        | US 101 à Waldport                                                              | US 20 à Lebanon                                                                    | 1932  |              |
| OR 35  | 41,54         | 66,85         | US 26 près de Government Camp                                                  | I-84 / US 30 près de Hood River                                                    | 1932  |              |
| OR 36  | 51,58         | 83,01         | OR 126 à Mapleton                                                              | OR 99 près de Junction City                                                        | 1936  |              |
| OR 37  | 31,13         | 50,10         | US 30 à Pendleton                                                              | US 730 à Cold Springs                                                              | 1973  |              |
| OR 38  | 57,09         | 91,88         | US 101 à Reedsport                                                             | I-5 / OR 99 près de Drain                                                          | 1932  |              |
| OR 39  | 23,64         | 38,04         | SR 139 à la frontière de la Californie près de Merrill                         | US 97 à Klamath Falls                                                              | 1932  |              |
| OR 42  | 73,32         | 118,00        | US 101 près de Coquille                                                        | I-5 / OR 99 près de Roseburg                                                       | 1932  |              |
| OR 43  | 11,60         | 18,67         | OR 99E à Oregon City                                                           | US 26 à Portland                                                                   | 1932  |              |
| OR 46  | 19,33         | 31,11         | US 199 à Cave Junction                                                         | Monument national des cavernes de l'Oregon                                         | 1932  |              |
| OR 47  | 79,51         | 127,96        | OR 99W près de McMinnville                                                     | US 30 à Clatskanie                                                                 | 1932  |              |
| OR 51  | 8,69          | 13,99         | OR 99W / OR 194 à Monmouth                                                     | OR 22 près de Salem                                                                | 1932  |              |
| OR 52  | 1,65          | 2,66          | SH-52 à la frontière de l'Idaho à Payette, ID                                  | OR 201 près d'Ontario                                                              | 1957  |              |
| OR 53  | 18,91         | 30,43         | US 101 près de Wheeler                                                         | US 26 à Necanicum                                                                  | 1939  |              |
| OR 58  | 86,75         | 139,61        | I-5 / OR 99 à Goshen                                                           | US 97 près de Chemult                                                              | 1932  |              |
| OR 62  | 83,52         | 134,41        | OR 99 / OR 238 à Medford                                                       | US 97 près de Chiloquin                                                            | 1932  |              |
| OR 66  | 59,68         | 96,05         | OR 99 à Ashland                                                                | US 97 près de Klamath Falls                                                        | 1932  |              |
| OR 70  | 6,97          | 11,22         | OR 140 à Dairy                                                                 | Bonanza                                                                            | 1932  |              |
| OR 74  | 85,09         | 136,94        | I-84 / US 30 près d'Arlington                                                  | US 395 à Nye                                                                       | 1932  |              |
| OR 78  | 91,55         | 147,34        | US 20 / US 395 à Burns                                                         | US 95 à Burns Junction                                                             | 1932  |              |
| OR 82  | 70,74         | 113,84        | US 30 à La Grande                                                              | Joseph                                                                             | 1932  |              |
| OR 86  | 67,82         | 109,15        | I-84 près de Baker                                                             | Hells Canyon Road près de Halfway                                                  | 1932  |              |
| OR 99  | 205,00        | 329,92        | I-5 près d'Ashland                                                             | OR 99E / OR 99W à Junction City                                                    | 1972  |              |
| OR 99E | 109,78        | 176,67        | OR 99 / OR 99W à Junction City                                                 | I-5 à North Portland                                                               | 1972  |              |
| OR 99W | 124,15        | 199,80        | OR 99E / OR 99 à Junction City                                                 | I-5 à Tigard                                                                       | 1972  |              |
| OR 103 | 9,02          | 14,52         | US 26 près d'Elsie                                                             | OR 202 à Jewell                                                                    | 2002  |              |
| OR 104 | 6,03          | 9,70          | US 101 près de Warrenton                                                       | Parc d'état de Fort Stevens                                                        | 2002  |              |
| OR 120 | 2,71          | 4,36          | North Portland                                                                 | I-5 / OR 99E à North Portland                                                      | 2002  | Non-indiquée |
| OR 126 | 204,63        | 329,32        | US 101 à Florence                                                              | US 26 à Prineville                                                                 | 1972  |              |
| OR 127 | 8,00          | 13,00         | US 26 à Hillsboro                                                              | US 30 à Burlington                                                                 | 2021  |              |
| OR 130 | 9,40          | 15,13         | US 101 près de Hebo                                                            | OR 22 à Dolph                                                                      | 2002  |              |
| OR 131 | 9,08          | 14,61         | Oceanside                                                                      | US 101 / OR 6 à Tillamook                                                          | 2002  |              |
| OR 132 | 1,60          | 2,60          | I-105 à Eugene                                                                 | OR 569 à Eugene                                                                    | 1964  |              |
| OR 138 | 140,58        | 226,24        | OR 38 à Elkton                                                                 | US 97 près de Chemult                                                              | 1960  |              |
| OR 140 | 237,01        | 381,43        | OR 62 près de White City                                                       | SR 140 à la frontière du Nevada au sud-ouest du comté de Harney                    | 1960  |              |
| OR 141 | 10,46         | 16,83         | I-5 à Wilsonville                                                              | OR 217 à Beaverton                                                                 | 2002  | Non-indiquée |
| OR 153 | 14,34         | 23,08         | OR 18 à Bellevue                                                               | OR 221 près de Hopewell                                                            | 2002  | Non-indiquée |
| OR 154 | 5,74          | 9,24          | OR 153 près de Hopewell                                                        | OR 233 près de Dayton                                                              | 2002  |              |
| OR 164 | 8,39          | 13,50         | I-5 / OR 99E à Millersburg                                                     | I-5 / OR 99E près de Jefferson                                                     | 2002  |              |
| OR 173 | 5,37          | 8,64          | US 26 près de Government Camp                                                  | Timberline Lodge                                                                   | 2002  | Non-indiquée |
| OR 180 | 19,23         | 30,95         | Crystal Creek Loop à Eddyville                                                 | US 20 à Blodgett                                                                   | 2002  | Non-indiquée |
| OR 194 | 7,56          | 12,17         | OR 223 près de Dallas                                                          | OR 51 / OR 99W à Monmouth                                                          | 2002  | Non-indiquée |
| OR 200 | 42,11         | 67,77         | Près de Curtin                                                                 | OR 99W à Monroe                                                                    | 2002  | Non-indiquée |
| OR 201 | 60,21         | 96,90         | SH-19 à la frontière de l'Idaho près de Homedale, ID                           | I-84 / US 30 près de Huntington                                                    | 1935  |              |
| OR 202 | 45,98         | 74,00         | US 101 à Astoria                                                               | OR 47 à Mist                                                                       | 1935  |              |
| OR 203 | 49,23         | 79,23         | OR 86 près de Baker                                                            | I-84 / US 30 près de La Grande                                                     | 1935  |              |
| OR 204 | 41,89         | 67,42         | OR 11 près de Weston                                                           | OR 82 à Elgin                                                                      | 1935  |              |
| OR 205 | 73,35         | 118,05        | Roaring Springs Ranch                                                          | OR 78 près de Burns                                                                | 1935  |              |
| OR 206 | 101,66        | 163,61        | I-84 / US 30 à Celilo                                                          | OR 74 à Heppner                                                                    | 1935  |              |
| OR 207 | 152,30        | 245,10        | US 26 à Mitchell                                                               | US 730 près de Cold Springs                                                        | 1935  |              |
| OR 210 | 12,10         | 19,50         | OR 219 à Scholls                                                               | OR 10 près de Hillsdale                                                            | 1935  |              |
| OR 211 | 46,80         | 75,30         | OR 99E près de Woodburn                                                        | US 26 à Sandy                                                                      | 1935  |              |
| OR 212 | 11,70         | 18,80         | I-205 près de Clackamas                                                        | US 26 près de Sandy                                                                | 1935  |              |
| OR 213 | 55,66         | 89,58         | I-5 / OR 99E à Salem                                                           | Aéroport international de Portland                                                 | 1935  |              |
| OR 214 | 44,79         | 72,08         | I-5 à Woodburn                                                                 | OR 22 près de Shaw                                                                 | 1935  |              |
| OR 216 | 61,30         | 98,65         | US 26 près de Bear Springs                                                     | US 97 à Grass Valley                                                               | 1935  |              |
| OR 217 | 7,52          | 12,10         | I-5 près de Tigard                                                             | US 26 à Cedar Hills                                                                | 1935  |              |
| OR 218 | 42,08         | 67,72         | US 97 à Shaniko                                                                | OR 19 à Fossil                                                                     | 1935  |              |
| OR 219 | 36,47         | 58,69         | I-5 à Woodburn                                                                 | OR 8 à Hillsboro                                                                   | 1935  |              |
| OR 221 | 20,74         | 33,38         | OR 22 à Salem                                                                  | OR 18 près de Dayton                                                               | 1935  |              |
| OR 222 | 20,74         | 33,38         | OR 99 à Creswell                                                               | OR 126B à Springfield                                                              | 2002  | Non-indiquée |
| OR 223 | 31,40         | 50,53         | US 20 près de Wren                                                             | OR 22 près de Rickreall                                                            | 1935  |              |
| OR 224 | 49,12         | 79,05         | OR 99E à Milwaukie                                                             | Près de Ripplebrook                                                                | 1962  |              |
| OR 225 | 2,52          | 4,06          | OR 99 à Creswell                                                               | OR 126B à Springfield                                                              | 2002  | Non-indiquée |
| OR 226 | 25,71         | 41,38         | US 20 à Crabtree Corners                                                       | OR 22 à Mehama                                                                     | 1935  |              |
| OR 228 | 21,40         | 34,44         | OR 99E à Halsey                                                                | US 20 à Sweet Home                                                                 | 1935  |              |
| OR 229 | 31,27         | 50,32         | US 20 près de Toledo                                                           | US 101 à Kernville                                                                 | 1935  |              |
| OR 230 | 23,80         | 38,30         | OR 62 près d'Union Creek                                                       | OR 138 près du Lac Diamond                                                         | 1935  |              |
| OR 233 | 10,70         | 17,22         | OR 99W près d'Amity                                                            | OR 99W près de Dayton                                                              | 1935  |              |
| OR 234 | 17,78         | 28,61         | I-5 près de Gold Hill                                                          | OR 62 près d'Eagle Point                                                           | 1935  |              |
| OR 237 | 38,93         | 62,65         | I-84 / US 30 à North Powder                                                    | OR 82 à Island City                                                                | 1935  |              |
| OR 238 | 38,93         | 62,65         | US 199 / OR 99 près de Grants Pass                                             | OR 99 à Medford                                                                    | 1935  |              |
| OR 240 | 11,50         | 18,51         | OR 47 à Yamhill                                                                | OR 99W à Newberg                                                                   | 1935  |              |
| OR 241 | 18,92         | 30,45         | US 101 à Coos Bay                                                              | Près du Parc de comté Nesika                                                       | 2002  |              |
| OR 242 | 36,59         | 58,89         | OR 126 près de Belknap Springs                                                 | US 20 / OR 126 à Sisters                                                           | 1962  |              |
| OR 244 | 47,22         | 75,99         | US 395 près d'Ukiah                                                            | I-84 / US 30 à Hilgard                                                             | 1980  |              |
| OR 245 | 36,62         | 58,93         | US 26 near Unity                                                               | OR 7 near Salisbury                                                                | 1981  |              |
| OR 250 | 5,41          | 8,71          | US 101 près de Port Orford                                                     | Parc d'état de Cape Blanco                                                         | 2002  | Non-indiquée |
| OR 251 | 0,76          | 1,22          | Parc d'état de Port Orford Heads                                               | US 101 à Port Orford                                                               | 2002  | Non-indiquée |
| OR 255 | 27,60         | 44,42         | US 101 à Brookings                                                             | US 101 près de Gold Beach                                                          | 2002  |              |
| OR 260 | 20,84         | 33,54         | US 199 près de Grants Pass                                                     | Grants Pass                                                                        | 2002  |              |
| OR 273 | 12,42         | 19,99         | I-5 près de Siskiyou Summit                                                    | OR 66 près d'Ashland                                                               | 2002  | Non-indiquée |
| OR 281 | 19,01         | 30,59         | OR 35 à Mount Hood                                                             | US 30 / OR 35 à Hood River                                                         | 2002  |              |
| OR 282 | 3,45          | 5,55          | OR 281 près de Hood River                                                      | OR 35 près de Hood River                                                           | 2002  |              |
| OR 293 | 13,58         | 21,85         | US 97 près de Madras                                                           | OR 218 à Antelope                                                                  | 2002  |              |
| OR 331 | 4,84          | 7,79          | I-84 / US 30 près de Pendleton                                                 | OR 11 près de Pendleton                                                            | 2002  |              |
| OR 332 | 7,93          | 12,76         | Stateline Road à la frontière de l'État de Washington près de Milton-Freewater | OR 11 près de Milton-Freewater                                                     | 2002  |              |
| OR 334 | 18,12         | 29,16         | OR 37 près de Myrick                                                           | OR 11 près d'Athena                                                                | 2002  | Non-indiquée |
| OR 335 | 18,12         | 29,16         | OR 11 près de Pendleton                                                        | Helix                                                                              | 2002  | Non-indiquée |
| OR 339 | 3,43          | 5,52          | OR 11 à Milton-Freewater                                                       | Old Milton Highway à la frontière de l'État de Washington près de Milton-Freewater | 2002  |              |
| OR 350 | 29,36         | 47,25         | OR 82 / OR 351 à Joseph                                                        | Imnaha                                                                             | 2002  | Non-indiquée |
| OR 351 | 6,94          | 11,17         | Près du Lac Wallowa                                                            | OR 82 / OR 350 à Joseph                                                            | 2002  | Non-indiquée |
| OR 361 | 11,62         | 18,70         | US 97 près de Culver                                                           | US 26 / US 97 à Madras                                                             | 2002  | Non-indiquée |
| OR 370 | 17,87         | 28,76         | US 97 près de Redmond                                                          | OR 126 à Prineville                                                                | 2002  | Non-indiquée |
| OR 380 | 55,49         | 89,30         | US 26 à Prineville                                                             | Près de Paulina                                                                    | 2002  |              |
| OR 402 | 34,88         | 56,13         | OR 19 à Kimberly                                                               | US 395 à Long Creek                                                                | 2002  |              |
| OR 410 | 3,71          | 5,97          | Sumpter                                                                        | OR 7 près de Sumpter                                                               | 2002  | Non-indiquée |
| OR 413 | 11,45         | 18,43         | OR 86S / OR 414 à Halfway                                                      | Cornucopia                                                                         | 2002  | Non-indiquée |
| OR 414 | 0,91          | 1,46          | OR 86S / OR 413 à Halfway                                                      | OR 86 près de Halfway                                                              | 2002  | Non-indiquée |
| OR 422 | 5,29          | 8,51          | Près de Klamath Agency                                                         | US 97 près de Chiloquin                                                            | 2002  |              |
| OR 429 | 2,39          | 3,85          | Près du Lac Crescent                                                           | OR 58 à Crescent Lake Junction                                                     | 2002  | Non-indiquée |
| OR 451 | 10,39         | 16,72         | US 20 près de Vale                                                             | US 20 à Vale                                                                       | 2002  | Non-indiquée |
| OR 452 | 2,75          | 4,43          | OR 201 près d'Adrian                                                           | SH-18 à la frontière de l'Idaho près d'Adrian                                      | 2002  | Non-indiquée |
| OR 453 | 5,09          | 8,19          | OR 454 près d'Adrian                                                           | Peckham Road à la frontière de l'Idaho près d'Adrian                               | 2002  | Non-indiquée |
| OR 454 | 5,09          | 8,19          | OR 452 près d'Adrian                                                           | Peckham Road à la frontière de l'Idaho près d'Adrian                               | 2002  | Non-indiquée |
| OR 501 | 9,49          | 15,27         | Près d'Alsea                                                                   | OR 34 à Alsea                                                                      | 2002  |              |
| OR 528 | 1,40          | 2,25          | OR 126B à Springfield                                                          | OR 126 à Springfield                                                               | 2002  |              |
| OR 540 | 14,20         | 22,85         | Parc d'état de Cape Arago                                                      | US 101 à North Bend                                                                | 2002  |              |
| OR 542 | 18,78         | 30,22         | Powers                                                                         | OR 42 près de Myrtle Point                                                         | 2002  | Non-indiquée |
| OR 551 | 5,94          | 9,56          | OR 99E près d'Aurora                                                           | I-5 à Wilsonville                                                                  | 2002  |              |
| OR 569 | 9,90          | 15,93         | OR 126 à Eugene                                                                | I-5 à Springfield                                                                  | 2007  |              |
|        |               |               |                                                                                |                                                                                    |       |              |